# The Small One (album)
The Small One (podtytuł: A Christmas Story) – studyjny album zawierający opowiadania muzyczne (na podstawie opowiadania Charlesa Tazewella) składające się z czterech części i wykonane przez Binga Crosby'ego, wydany w 1947 roku przez Decca Records. Wyprodukował go i wyreżyserował producent Paramount Pictures, Robert Welch, przy akompaniamencie muzycznym Victora Younga i jego orkiestry.

## Lista utworów
Utwory znalazły się na 2-płytowym, 78-obrotowym zestawie, Decca Album No. A-553.
płyta 1
| 1. | „Part One”  | 2:59  |
|    |             |       |
| 2. | „Part Four” | 3:16  |
|    |             |       |
|    |             | 06:15 |
|    |             |       |
płyta 2
| 1. | „Part Two”   | 3:18  |
|    |              |       |
| 2. | „Part Three” | 3:08  |
|    |              |       |
|    |              | 06:26 |
|    |              |       |

## Obsada
- Bing Crosby: narrator
- Frank Lovejoy: Philip Nolan
- Joan Banks: Ann
- Griff Barnett: sędzia
- Gale Gordon: kapitan
- Norman Fields: adwokat
- Jack Webb, Ira Grossel, Frank Gerstle: głosy